# Kanton Saint-Paul-4
Kanton Saint-Paul-4 (francouzsky Canton de Saint-Paul-4) byl francouzský kanton v departementu Réunion v regionu Réunion. Tvořila ho pouze část města Saint-Paul. Zrušen byl při reformě francouzských kantonů v roce 2014.